# Mercury Atlas 9

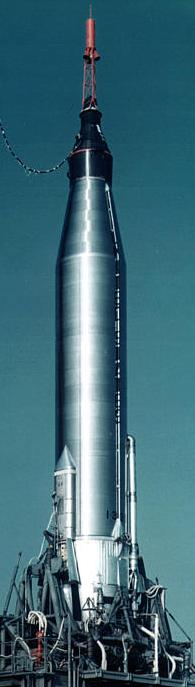
Cohete del Mercury Atlas 9.

El Mercury-Atlas 9 fue la última misión del programa Mercury de Estados Unidos, lanzada el 15 de mayo de 1963 usando un cohete Atlas. La cápsula fue llamada Faith 7, y estaba pilotada por el astronauta Gordon Cooper. 

## Datos
- Fecha: 15 de mayo de 1963
- Masa: 1.360 kg
- Número de órbitas: 22
- Apogeo: 267 km
- Perigeo: 161 km
- Inclinación: 32.5°
- Periodo orbital: 88,5 min
- Tripulación: 1

- Datos: Q498722
- Multimedia: Mercury-Atlas 9 / Q498722